# Kostas Perrikos
Kostas Perrikos (griechisch Κώστας Περρίκος; * 1905 in Kallimasia auf der Insel Chios; † 4. Februar 1943 in Kesariani) war ein griechischer Luftwaffenoffizier und Widerstandskämpfer während des Zweiten Weltkriegs.
Als Offizier und Anhänger von Venizelos war er am gescheiterten Putsch im März 1935 beteiligt und wurde daraufhin aus der Armee entlassen.
Während der Besetzung Griechenlands im Zweiten Weltkrieg gründete Perrikos die Widerstandsorganisation PEAN (Panhellenische Union der kämpfenden Jugend, ΠΕΑΝ, Πανελλήνιος Ένωσις Αγωνιζομένων Νέων). Am 20. September 1942 verübte die PEAN unter seiner Führung einen Sprengstoffanschlag mit 14 Kilogramm Dynamit auf das Büro der nationalsozialistischen griechischen Organisation ESPO (ΕΣΠΟ, Εθνική Σοσιαλιστική Πατριωτική Οργάνωσις) in Athen. Zum Aufgabengebiet der ESPO gehörte die Rekrutierung von rechtsgerichteten freiwilligen Soldaten und Offizieren zu einer griechischen Einheit der Waffen-SS für die deutsche Ostfront. Bei dem Anschlag wurden 43 Deutsche Offiziere und 29 ESPO-Mitglieder, darunter der Führer der ESPO Spyros Sterodimos, getötet. Die Aufgaben der ESPO konnten nicht verwirklicht werden, nach dem Anschlag fehlte der Organisation die Unterstützung.
Der Anschlag auf das ESPO-Büro wurde von Rundfunkstationen in London und Moskau als bis dahin bedeutendster Sabotageakt in den vom nationalsozialistischen Deutschen Reich besetzten Gebieten dargestellt.
Zusammen mit zwölf weiteren PEAN-Mitgliedern wurde Perrikos am 11. November 1942 verhaftet und zum Tod verurteilt. Am 4. Februar 1943 wurde das Urteil in Kesariani vollstreckt.
Kostas Perrikos ist der Vater des UN-Rüstungskontrollkommissars Dimitris Perrikos (Δημήτρης Περρίκος).